# لويز هنريكي (لاعب كرة قدم برازيلي)
لويز هنريكي هو لاعب كرة قدم برازيلي في مركز الوسط، ولد في 1999 في ريو دي جانيرو في البرازيل. لعب مع نادي فلامنغو.

## وصلات خارجية
- لويز هنريكي (لاعب كرة قدم برازيلي) على موقع Soccerway.com (الإنجليزية)